# Gmina Petrijevci
Gmina Petrijevci (chorw. Općina Petrijevci) – gmina w Chorwacji, w żupanii osijecko-barańskiej.

## Miejscowości i liczba mieszkańców (2011)
- Petrijevci – 2299
- Satnica – 571